# سان مارتن دي تريفيخو
بلدية سان مارتن دي تريفيخو (بالإسبانية: San Martín de Trevejo)‏، هي بلدية تقع في مقاطعة قصرش والتي تقع في منطقة إكستريمادورا، غرب إسبانيا.
يبلغ عدد سكانها 959 نسمة وفقاً لإحصائية سنة (2002).